# Simon Kirke

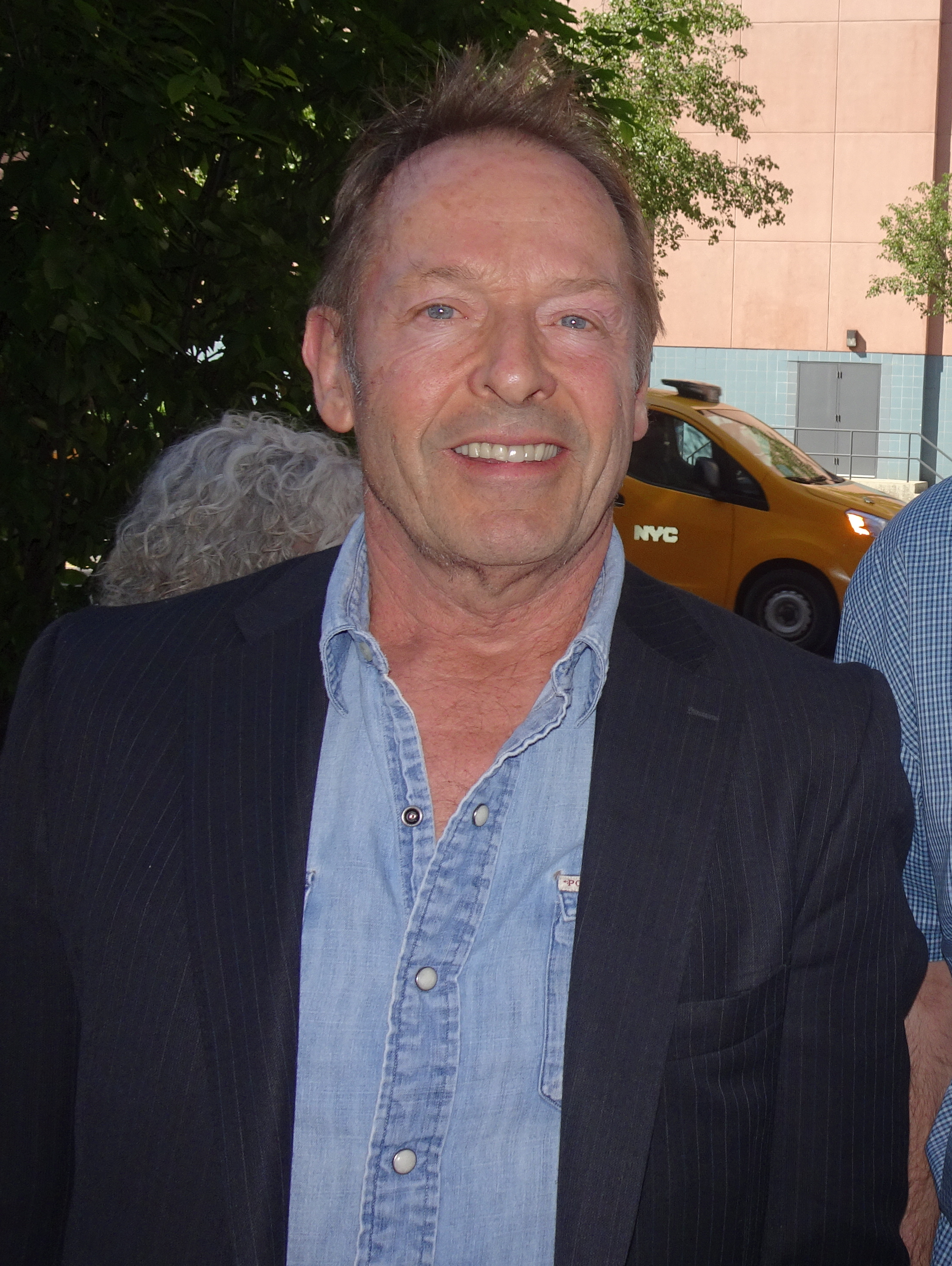
Simon Kirke (2019)

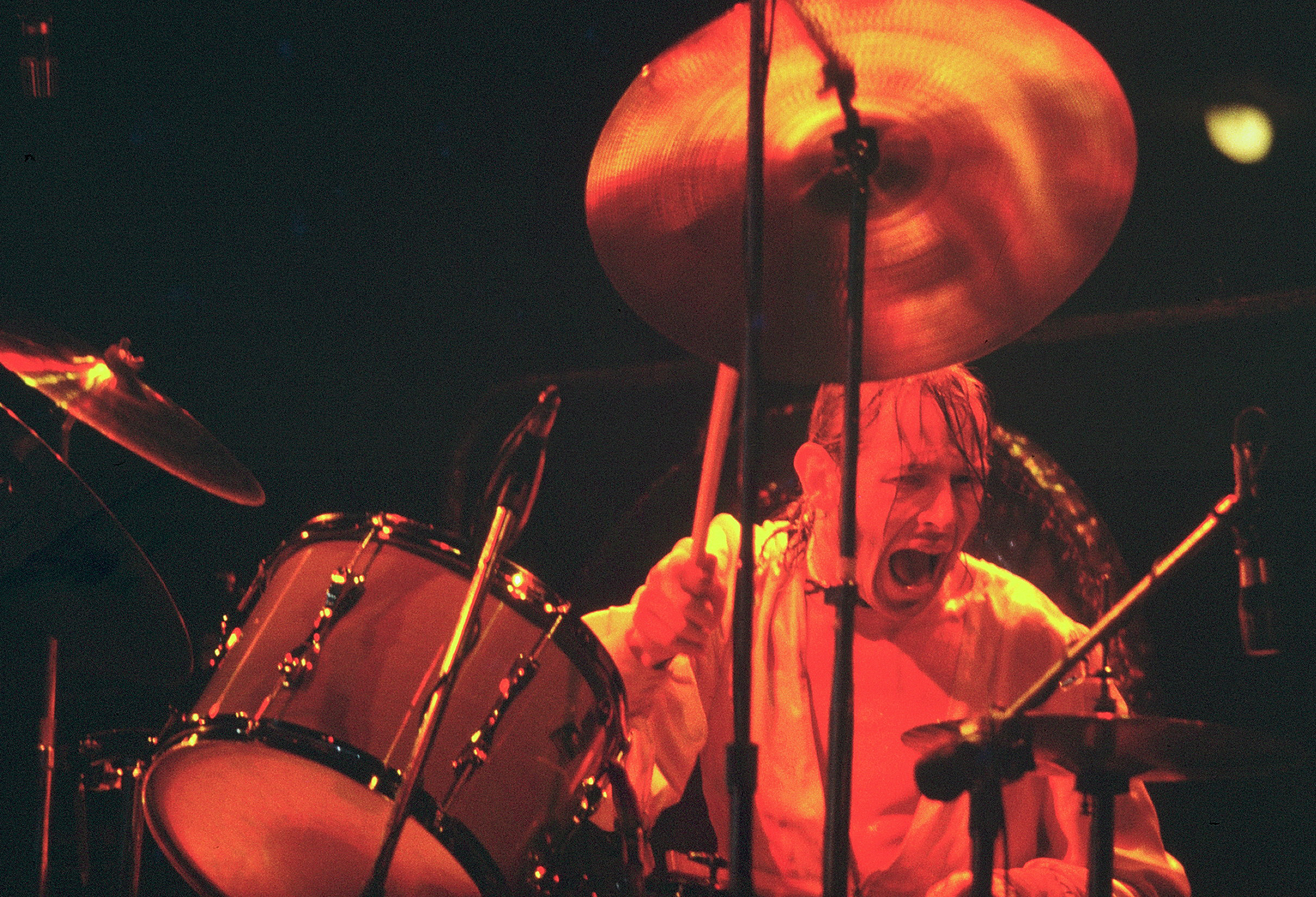
Simon Kirke (1976)

Simon Frederick St George Kirke (* 28. Juli 1949 in Lambeth, London) ist ein britischer Schlagzeuger, der mit den Rockbands Free und Bad Company bekannt wurde. 

## Werdegang
Kirke verbrachte seine Kindheit in Wales und ging mit 17 Jahren nach London, um einen Job in der boomenden Blues-Szene zu suchen. Nach erfolglosen 18 Monaten traf er Paul Kossoff, der in einer Band namens Black Cat Bones spielte, in der Kirke dann sechs Monate lang spielte. Dann gründeten Kirke, Paul Kossoff, Paul Rodgers und Andy Fraser die Band Free. Ihr größter Hit war All Right Now, für den Paul Rodgers 2000 ausgezeichnet wurde, weil der Titel über 2 Millionen Mal im Radio zu hören war.  
Nach der Auflösung von Free im Jahr 1973 gründeten Kirke und Paul Rodgers Bad Company. Hinzu kamen Gitarrist Mick Ralphs von Mott the Hoople und Bassist Boz Burrell von King Crimson. 
Nach dem Ende von Bad Company im Jahr 1982 war Kirke an der weniger erfolgreichen Band Wildlife beteiligt. Als Bad Company 1986 wieder zusammenfand, war Kirke dabei. 2009 tourte er erneut mit Bad Company. 
Ein weiteres Projekt war seine New Yorker Rockband Zeta Vang. Er war an drei Tourneen mit Ringo Starrs All Star Band beteiligt und hat mit Wilson Pickett, Bo Diddley, Ray Charles, Jerry Lee Lewis, Keith Richards, Ronnie Wood und Eric Clapton gearbeitet.
Kirke ist ein versierter Songwriter, der  2005 und 2011 Soloalben veröffentlichte. 
Mit seiner Frau Lorraine lebt Kirke in Manhattan. Er hat vier Kinder. Seine Töchter Jemima und Lola sind Schauspielerinnen, seine Tochter Domino Musikerin.

## Diskographie

### Free
- Tons of Sobs (1968)
- Free (1969)
- Fire and Water (1970)
- Highway (1970)
- Free Live! (1971) (live)
- Free at Last (1972)
- Heartbreaker (1973)

### Kossoff Kirke Tetsu Rabbit
- Kossoff, Kirke, Tetsu and Rabbit (1971)

### Bad Company
- Bad Company (1974)
- Straight Shooter (1975)
- Run With the Pack (1976)
- Burnin' Sky (1977)
- Desolation Angels (1979)
- Rough Diamonds (1982)
- 10 from 6 (1985) (compilation)
- Fame and Fortune (1986)
- Dangerous Age (1988)
- Holy Water (1990)
- Here Comes Trouble (1992)
- What You Hear Is What You Get: The Best of Bad Company (1993) (live)
- Company of Strangers (1995)
- Stories Told & Untold (1996)
- The Original Bad Company Anthology (1999) (compilation CD)
- In Concert: Merchants of Cool  (2002)

### Wildlife
- Wildlife (1983)

### Solo
- Seven Rays of Hope (2005)
- Filling the Void (2011)